# Streetlight
Streetlight é o sétimo álbum de estúdio da banda DeGarmo and Key, lançado em 1986.

## Faixas
1. "Every Moment"
2. "War Zone"
3. "Addey"
4. "Soldier Of Fortune"
5. "Don't Stop The Music"
6. "Don't Throw Your Love Away"
7. "Video Action"
8. "She Believes"
9. "Holy Hustle"
10. "Up On A Cross"
11. "Inside Out"